# منطقه کولیم
منطقه کولیم (به لاتین: Kulim District) یک منطقهٔ مسکونی در مالزی است که در کداح واقع شده‌است.